# Krautrock
Krautrock is een algemene naam voor de experimentele muziekgroepen die in Duitsland op de voorgrond traden aan het eind van de jaren zestig en aan het begin van de jaren zeventig. Tegenwoordig is de term ook geëvolueerd naar een benaming voor een stijlrichting om gelijkaardige muziek onder te plaatsen.
Enkele bands die typisch voor de krautrock in het begin van de jaren zeventig genoemd worden zijn Tangerine Dream, Faust, Can, en ook diverse groepen rond de geroemde Keulse producer Conny Plank, zoals Neu!, Kraftwerk en Cluster. Krautrockbands reageerden vaak op het culturele vacuüm dat na de Tweede Wereldoorlog in Duitsland was ontstaan, en zetten zich soms enigszins af tegen de Anglo-Amerikaanse popcultuur om een eigen meer radicale en experimentele Duitse cultuur te creëren.
Veel van deze muziek was instrumentaal, en in de meeste krautrock werd rock-muziek en de typische rock-instrumenten (gitaar, basgitaar en drums) gemengd met elektronische instrumenten en patronen, vaak met een gevoel voor ambient-muziek. Ondanks de verscheidenheid aan stijlrichtingen van de bands, hadden ze allen de neiging complexe songstructuren te gebruiken, waardoor er een nauwe verwantschap bestaat met genres zoals progressieve rock/art rock (waaronder men krautrock kan plaatsen) en ook jazzrock.

## Naam
De naam werd eind jaren zestig gelanceerd door de Britse muziekpers en was aanvankelijk ironisch dan wel ietwat badinerend bedoeld, afhankelijk van de gebruiker. Het woord "Kraut", is afkomstig van het woord Sauerkraut, en was een scheldwoord in de Tweede Wereldoorlog voor Duitse soldaten. John Peel, een van de bekendste Engelse radiopresentatoren en een liefhebber van het genre, is genoemd als degene die als eerste het woord gebruikte. Ook is gesuggereerd dat aan de herkomst de titel Mama Düül und ihre Sauerkrautband spielt auf uit de elpee Psychedelic Underground van de groep Amon Düül ten grondslag ligt. Veel van de betrokken muzikanten waren niet bijzonder ingenomen met de term. De Hamburgse groep Faust reageerde door in 1973 de openingstrack van hun vierde elpee Krautrock te noemen. Virgin nam daarna de term over in hun catalogus om het genre Duitse muziek in onder te brengen. Hoewel krautrock door sommigen als minachtend werd ervaren, wordt de term nu veeleer als eerbetoon gezien.

## Geschiedenis
De muziekrichting die later krautrock zou worden genoemd ontstond op het eind van de jaren zestig. In 1968 vond bijvoorbeeld in Essen het eerste grote Duitse rockfestival plaats. Net zoals hun Amerikaanse en Britse collega's, speelden Duitse rockmuzikanten een vorm van psychedelische muziek. Bij de meeste Duitse bands poogde men echter niet zomaar het effect van drugs te creëren, maar had men meer aandacht voor het experimenteren met een innovatieve fusie van psychedelia en elektronische avant-garde. In 1968 werd eveneens het Zodiak Free Arts Lab te Berlijn opgericht door Hans-Joachim Roedelius, Klaus Schulze en Conrad Schnitzler, wat het psychedelische rockgeluid verder populairder maakte in de Duitse muziekwereld. Oorspronkelijk was veel krautrock een vorm van vrije kunst, de platen kon men gratis verkrijgen op beurzen voor vrije kunst.
De volgende jaren zou een golf van baanbrekende bands ontstaan, en hoewel ze hun Duitse culturele achtergrond, hun zin voor experimenteren, en enkele muzikale kenmerken gemeen hadden, was het een verzameling van verschillende stijlrichtingen. In 1968 werd Can gevormd, de groep speelt avant-garde, ritmische en experimentele muziek; een jaar later begon Kluster (later Cluster) met het opnamen van instrumentale muziek die zich op keyboards baseerde met zware voortdurende klanken. In 1971 maakten groepen als Tangerine Dream en Faust (band) eveneens gebruik van elektronische synthesizers en geavanceerde productietechnieken. Men sprak soms van kosmische musik.
In 1972 mengden twee albums Europese rock en elektronische psychedelia met Aziatische klanken en sferen: In den Gärten Pharaos van Popol Vuh en Aum van Deuter. Ondertussen verschenen in de kosmische musik twee dubbelalbums, namelijk Cyborg van Klaus Schulze en Zeit van Tangerine Dream. Ondertussen begon de groep Neu! sterk ritmische muziek te spelen. Een groep als Guru Guru neigde naar de spacerock vergelijkbaar met de Britse Hawkwind en vroege Pink Floyd, Embryo speelde jazzrock, en Birth Control kon men bij de hardrock rekenen. Ook de bekende Duitse groep Kraftwerk ontstond in deze krautrockbeweging, en had voortbouwend op het werk van eerdere bands, tegen halverwege de jaren zeventig albums zoals Autobahn en Radio-Activity uitgebracht, en was zo een van de Duitse groepen die mee de elektronische muziek, techno en andere stijlen in de komende decennia hielp bepalen.
Tegen het eind van de jaren 90 en bij het begin van de 21e eeuw, kwam de elektronische muziek weer op en een nieuwe generatie herontdekte veel van het vroegere werk van de Duitse groepen, en zo werd krautrock meer en meer als een opzichzelfstaande muziekstijl beschouwd. Post-rock- en elektronica-artiesten zoals Âme, Stereolab, Laika, Boredoms, Mouse on Mars, Papir en Tortoise vermeldden vaak krautrockbands als hun belangrijkste invloeden, en de groepen zelf worden dan ook vaak onder de krautrocknoemer geplaatst.

## Belangrijke artiesten
- 2066 and Then
- Amon Düül
- Amon Düül II
- Ash Ra Tempel
- Birth Control
- Can
- Cluster
- Eloy
- Faust
- Grobschnitt
- Guru Guru
- Harmonia
- Jane
- Jean Ven Robert Hal
- Klaus Schulze
- Kraftwerk
- La Düsseldorf
- La! NEU?
- Nektar
- Neu!
- Rheingold
- Robin Page
- Popol Vuh
- Tangerine Dream
- The Krauts (London 86)
- Thirsty Moon
- Toby Robinson
- Wallenstein
- Witthüser & Westrupp